# Ambassade du Burkina Faso en France
L'ambassade du Burkina Faso en France est la représentation diplomatique du Burkina Faso en République française. Depuis octobre 2021, son ambassadeur est Remis Fulgance Dandjinou.

## Ambassade
L'ambassade est située au 159, boulevard Haussmann, à l'angle avec le 31, rue de Courcelles, dans le 8e arrondissement de Paris.
Le consulat général se trouve au 112 rue de Vaugirard (6e arrondissement).

## Consulats

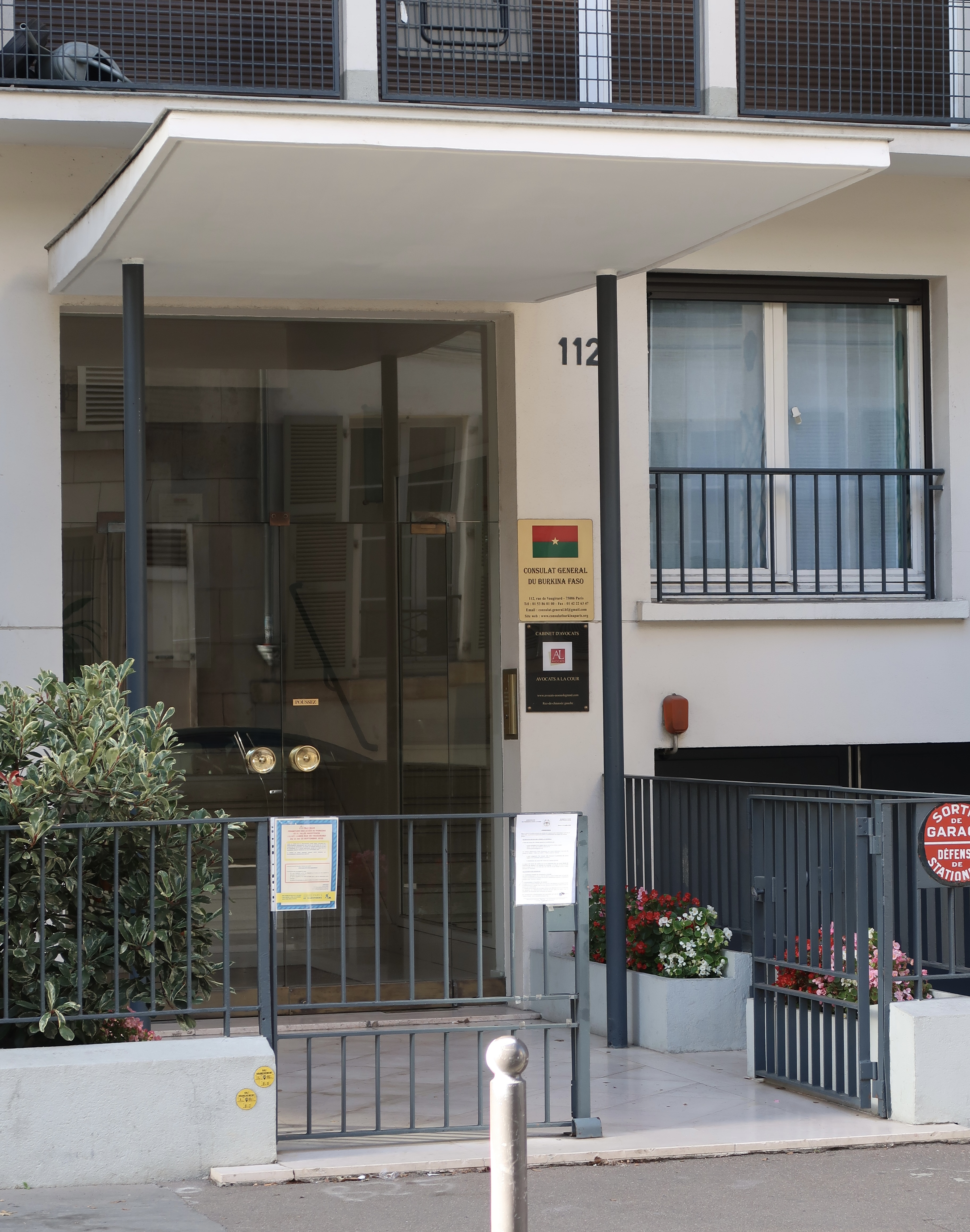
Consulat général à Paris.

Le Burkina Faso dispose d'un consulat général à Paris et de plusieurs consulats honoraires en République française (à Lyon, Marseille, Poitiers, Nice, Rouen, Bordeaux, Belfort et Perpignan).

## Ambassadeurs du Burkina Faso en France
| Date de nomination | Date de nomination | Date de remise des lettres de créance | Date de remise des lettres de créance | Diplomate                     |
| ------------------ | ------------------ | ------------------------------------- | ------------------------------------- | ----------------------------- |
| ?                  |                    | 1989                                  |                                       | Serge Théophile Balima        |
| ?                  |                    | 1er février 1993                      | [ JORF 1 ]                            | Frédéric Assomption Korsaga   |
| ?                  |                    | 19 octobre 1996                       | [ JORF 2 ]                            | Filippe Sawadogo              |
| ?                  |                    | 15 septembre 2008                     | [ JORF 3 ]                            | Beyon Luc Adolphe Tiao        |
| 4 juillet 2011     | [ 4 ]              | 22 décembre 2011                      | [ JORF 4 ]                            | Joseph Paré                   |
| 4 août 2013        | [ 4 ]              | 15 novembre 2013                      | [ JORF 5 ]                            | Yemdaogo Éric Tiaré           |
|                    |                    | 9 novembre 2016                       | [ JORF 6 ]                            | Alain Francis Gustave Ilboudo |
| 6 octobre 2021     | [ 1 ]              | à venir                               |                                       | Remis Fulgance Dandjinou      |